# Arón Piper
Arón Julio Manuel Piper Barbero, zkráceně Arón Piper (* 29. března 1997 Berlín), je španělský herec a zpěvák. Proslavil se svou rolí ve filmu 15 let a jeden den (2013) a ztvárněním hlavní role Andera Muñoze ve španělském seriálu Elita (2018) od Netflixu.

## Životopis
Narodil se 29. března 1997 v Berlíně v Německu. Jeho otec je Němec a matka Španělka. V pěti letech se s rodiči přestěhoval do Barcelony ve Španělsku. Potom, co několik let žil v Katalánsku, se přestěhoval na pobřeží Asturie a bydlel v Avilés a Luarca.

### Herecká kariéra
Po své vedlejší roli ve filmu Maktub (2011) si v roce 2013 zahrál postavu Jona ve filmu 15 let a jeden den od Grace Querejeta, se kterou spolupracoval již ve filmu School failure (2012). Film byl vybrán na reprezentaci Španělska pro cenu Oscar a Arón byl kandidátem na cenu Goya za nejlepší původní píseň pro své hlavní téma.
Od roku 2018 do roku 2021 má hlavní roli v obsazení seriálu Elite (Netflix), který se několik týdnů držel na 1. místě v žebříčku binge-watching na portálu IMDb. V roce 2022 měl premiéru filmu Código emperador společně s Luisem Tosarem v roli Fernanda.

### Hudební kariéra
Ve svých 22 letech se Arón profesionálně pustil do své hudební kariéry a uvedl svou první píseň „I'm still“ (městská trapová píseň), na níž se společně podílel rapper Moonkey a produkoval ji Mygal. Tentyž rok nahrál ve spolupráci se Španělem Soleá Morente a Argentincem Maximiliano Calvo píseň „Prendiendo fuego“. V roce 2021 vydal své první EP s názvem „Nieve“ (v překladu Sněžení).
Roku 2022 Arón oznámil svou první Tour po světě, kde je zahrnuta i Praha.

## Filmografie

### Filmy
| Rok  | Film (český název)         | Role                    | Režísér                       | Poznámky                                         |
| ---- | -------------------------- | ----------------------- | ----------------------------- | ------------------------------------------------ |
| 2011 | Maktub                     | Inaki                   | Paco Arango                   |                                                  |
| 2012 | školní neúspěch            | Dítě                    | Grace Querejeta               | Krátký film                                      |
| 2012 | Jen když nemám co jíst     | Andy                    | Aureli Vallez                 | Krátký film                                      |
| 2013 | 15 let a jeden den         | Jon                     | Grace Querejeta               | Nominován na cenu Goya za nejlepší původní píseň |
| 2016 | La corona partida          | Ferdinand I. Habsburský | Jordi Frades                  |                                                  |
| 2018 | Jedna minuta               | Chlapec                 | David Andrade a Roberto Drago | Krátký film                                      |
| 2019 | Rodríguez a posmrtný život | Jakub                   | Paco Arango                   |                                                  |
| 2021 | Kdysi dávno v Euskadi      | Maserati                | Manu gomez                    |                                                  |
| 2022 | Císařský kód               | Ferdinanda              | Jorge Coira                   |                                                  |

### Televize
| Rok       | FIlm                              | Role                  | Kanál   | Poznámky                    |
| --------- | --------------------------------- | --------------------- | ------- | --------------------------- |
| 2016      | Zdravotní středisko               | Ruben Santos          | TVE     | 1 epizoda                   |
| 2017      | Zdravotní středisko               | Adrian Muriana Garcia | TVE     | 1 epizoda                   |
| 2018–2021 | Elita                             | Ander Munoz           | Netflix | Hlavní obsazení (32 epizod) |
| 2019      | Právo snít                        | Louis Rojas           | TVE     | 28 epizod                   |
| 2020      | Nepořádek, který necháte          | Iago nogueira         | Netflix | 8 epizod                    |
| 2021      | Elitní povídky: Omar Ander Alexis | Ander Munoz           | Netflix | Hlavní obsazení (3 epizody) |
| 2023      | Ticho                             | Sergio Ciscar         | Netflix | Hlavní obsazení (8 epizod)  |

## Diskografie

### Alba
- Nieve (2021)

### Singly
- „15 let a jeden den“ originální soundtrack k filmu 15 let a jeden den (2013)
- „Sigo“ s Moonkey (2020)
- „Prendiendo fuego“ se Soleá Morente a Maximiliano Calvo (2020)
- „Nieve“ (2021)
- „Plastilina“ s Jesse Baez (2021)
- „Cu4tro“ s Pablo Chill-E a Polimá Westcoast (2021)

## Vyznamenání a ocenění

### Goya Awards
| Rok  | Kategorie              | Film               | Výsledek  |
| ---- | ---------------------- | ------------------ | --------- |
| 2014 | nejlepší původní píseň | 15 let a jeden den | Nominován |

### Fotogramas de Plata Awards
| Rok  | Kategorie                | Výroba | Výsledek  |
| ---- | ------------------------ | ------ | --------- |
| 2021 | Nejlepší televizní herec | Elita  | Nominován |